# Vanara

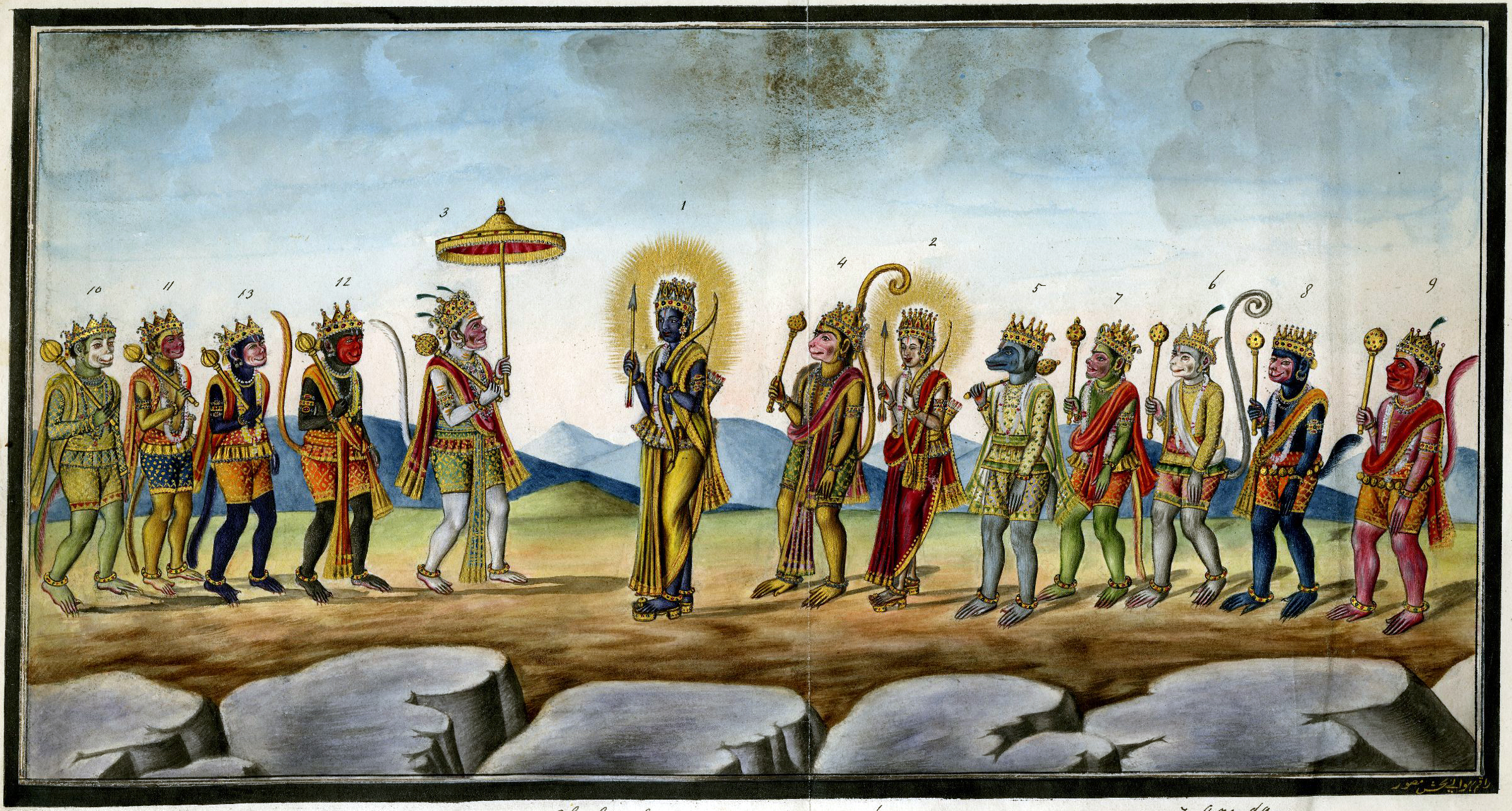
Rama et les chefs Vanaras (début du XIXe siècle).

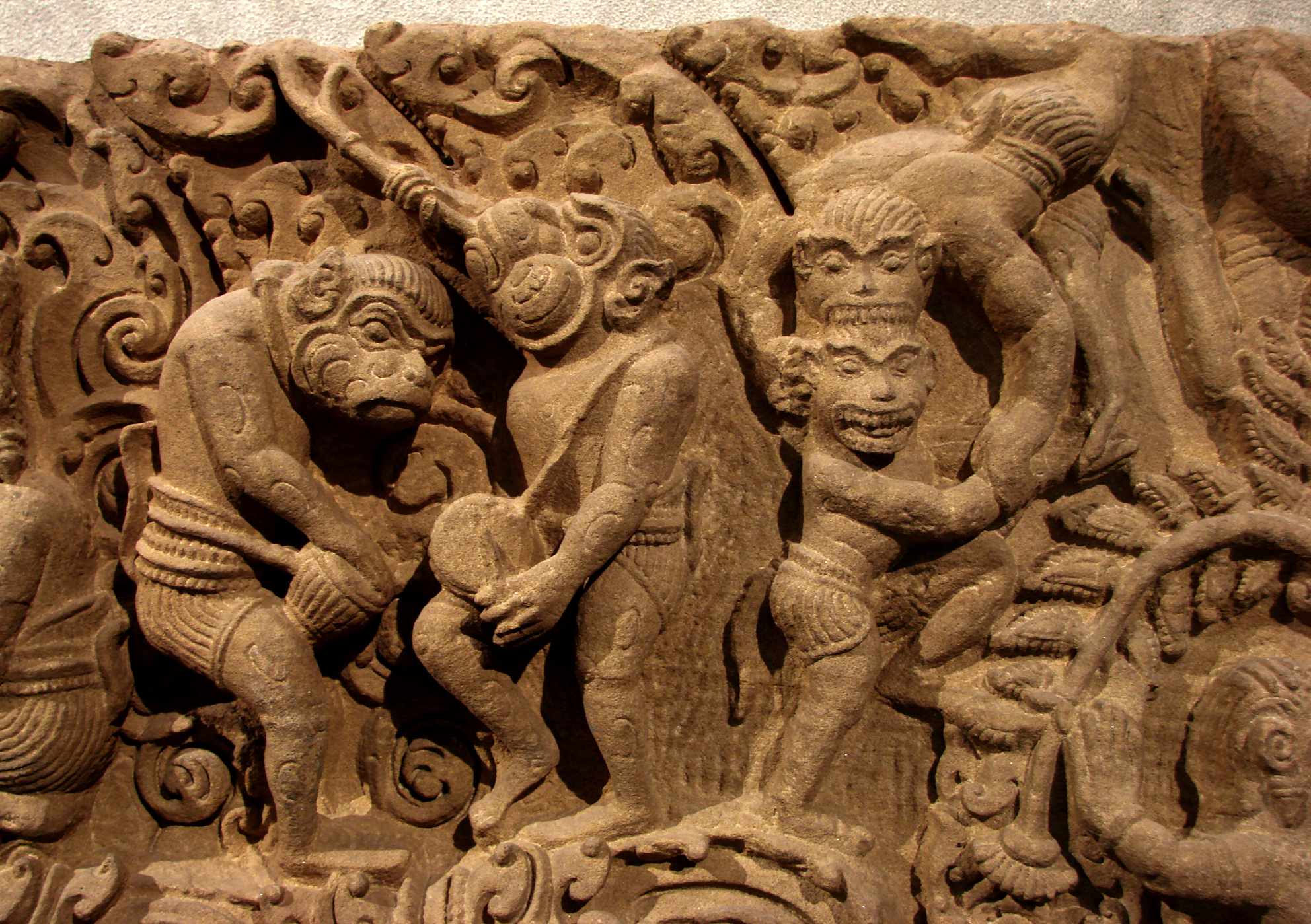
Vanara, linteau khmer du XIe siècle provenant de la province de Battambang (Musée Guimet).

Vanara (sanskrit : वानर, « Singe » en sanskrit), est le peuple singe décrit par le Ramayana comme un peuple curieux et brave et doté de pouvoirs comme la métamorphose. Ce sont des habitants de la forêt (vana).

## Le Ramayana
Les Vanara (« Singes ») furent créés par Brahmā et les autres dieux ; dans le 'Rāmāyaṇa', ils sont les alliés de Rāma contre le roi démoniaque Ravana : avec leur armée, ils aident Rāma à retrouver Sītā enlevée par Ravana ; les Vanara sont puissants et bons. Ils habitent dans les forêts, s'organisent en armées et dirigent le royaume de Riskshavat.
L'Hindouisme considérant que les animaux non humains ne sont pas différents par essence des hommes, la mythologie hindouiste présente les animaux, comme les singes (Vanar), avec des comportements humains. L'épopée du Râmâyana se passant bien avant l'âge de fer actuel, les hommes avaient la compréhension naturelle du langage des animaux, compréhension qu'ils ont perdue à l'âge de fer et que seules des réalisations du yoga permettent de retrouver.

## Métamorphose
Hanumān pouvait changer de taille, d'une force incroyable capable de porter la montagne Dronagiri.

## Les plus connus
- Hanumān,
- Anjara, la mère d'Hanumān ;
- Sugriva, roi de Riskshavat ;
- Vali, frère de Sugriva et fils d'Indra ;
- Angada, fils de Vali qui aide Brahma dans sa quête de Sita ;
- Tara, épouse de Vali créée par Brihaspati ;
- Makardhwaja, le fils de Hanumān.
- Nala, architecte et constructeur d'un pont géant dans le Ramayana.